# Абсолютна рента
Абсолютна рента – поземлена рента, която се получава от всички участъци земя, независимо от плодородието и местоположението им. Органическият състав на капитала в селското стопанство е по-нисък, отколкото в промишлеността, поради това на единица капитал се създава по-голяма принадена стойност. Образува се излишък от принадената стойност над обществената производствена цена на селскостопански продукти, който по силата на монопола на частната собственост върху земята се присвоява от поземлените собственици във формата на абсолютна рента.